# 群馬県立桐生女子高等学校

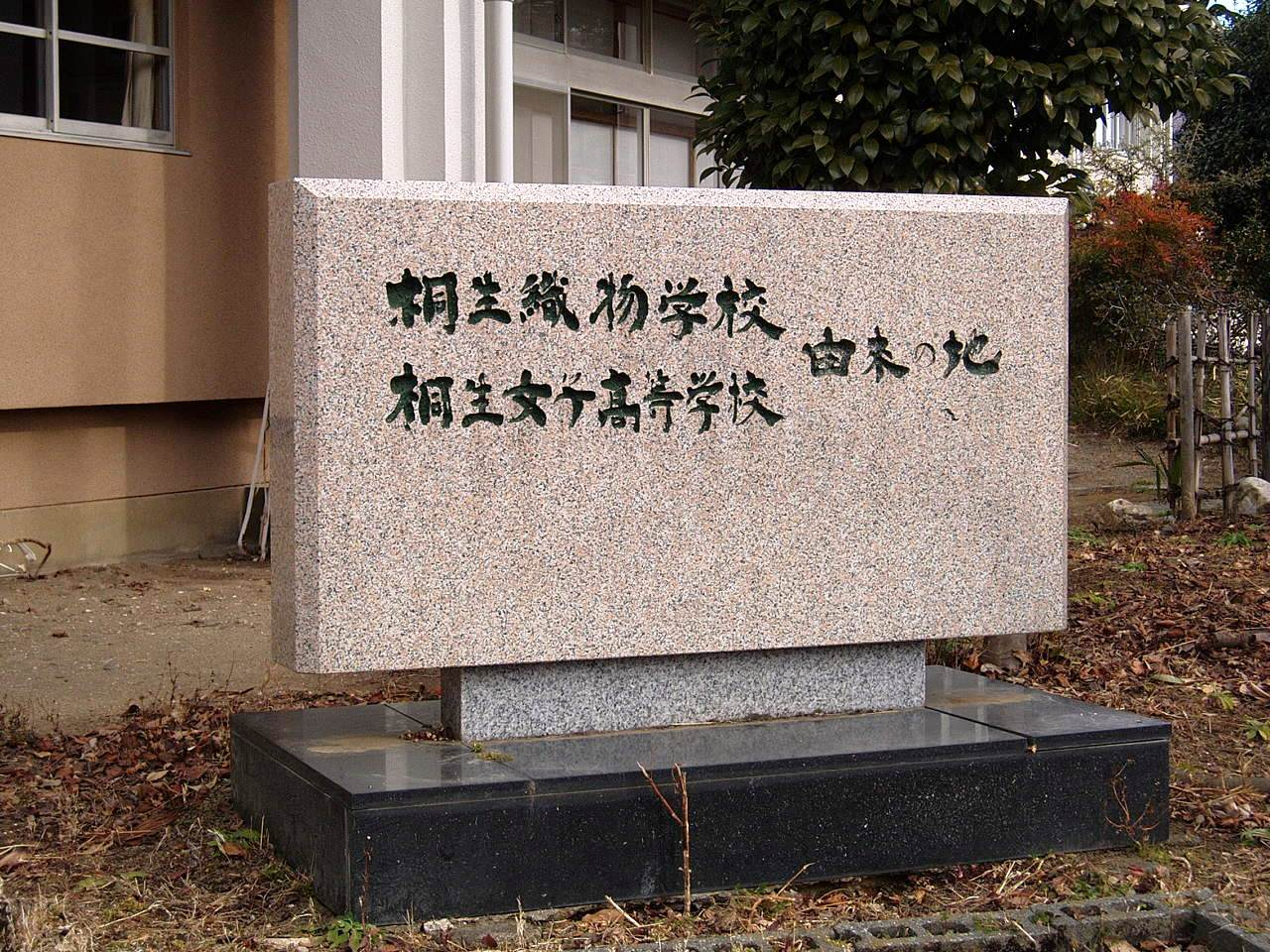
「桐生織物学校・桐生女子高等学校 由来の地」碑（仲町一丁目、桐生市青年の家）

群馬県立桐生女子高等学校（ぐんまけんりつ きりゅうじょしこうとうがっこう）は、群馬県桐生市梅田町一丁目にあった普通科からなる公立女子高校。通称「桐女（きりじょ）」。群馬県立桐生高等学校と統合し、2021年3月31日に閉校した。

## 概要
市内唯一の女子高である。基本的には4年制大学進学を目標とする。梅田町移転に伴い、市街地から離れてしまい、通学が不便になった。通学の便宜をはかるため、新桐生駅からおりひめバスが運行されているが、多くが桐生市内の中学出身者となっている。太田市藪塚本町地区や栃木県日光市足尾地区からの通学者も少なくないが、15キロメートル近い自転車通学や、1時間以上の列車移動などを強いられている。制服はセーラー服。桐生高校との統合により閉校。
2024年6月26日、既に沖縄県にN高等学校、茨城県にS高等学校を開設し運営している大手出版社KADOKAWA傘下の学校法人「角川ドワンゴ学園」は本高等学校の跡地を取得した上で2025年4月に通信制高校「R高等学校」の校舎として活用することを発表した。

## 歴史
- 1908年（明治41年） - 群馬県山田郡立桐生高等女学校として設立。設立当初は桐生町大字安楽土村（現小曽根町）にあった。
- 1913年（大正2年） - 桐生町大字安楽土村92（現仲町1-39-8）元県立織物学校跡に移転。
- 1918年（大正7年） - 県立移管により群馬県立桐生高等女学校となる。
- 1948年（昭和23年） - 群馬県立桐生女子高等学校となる。通信制設置。
- 1972年（昭和47年） - 桐生市梅田町に移転。
- 1989年（平成元年） - 普通科1クラスを英語科に学科転換。
- 2006年（平成18年） - 1クラス削減し、一学年5クラスとなる。
- 2008年（平成20年）-  生徒全日制各学年5学級編成各200名（普通科4学級、英語科1学級）になる。
- 2021年（令和3年） - 群馬県立桐生高等学校と統合し、閉校[3]。
- 2025年（令和7年） - 学校法人角川ドワンゴ学園が跡地を取得し、R高等学校として開校[2]。

## 学科
- 全日制課程
  - 普通科
- 通信制課程

## 学校周辺
- 桐生川
- 桐生国際ホテル
- 鳳仙寺

## 部活動
管弦楽部が全国高等学校選抜オーケストラフェスタの常連校となっている（全国高等学校選抜オーケストラフェスタ・第11回パンフレットから引用）。

## 著名な卒業生
- 阿部知代（フジテレビ報道局嘱託、元アナウンサー）
- 阿部陽子（NHKアナウンサー）
- 大島璃乃（女優）[4]
- 大竹佐知（元テレビ東京アナウンサー）
- 片桐舞子（MAY'S／歌手）
- 川口節子（元女優）
- 橘実里（女優）
- 長沢延子（詩人、卒業後に間もなく服毒自殺）
- 淵澤由樹（フリーアナウンサー、元富山テレビ）
- ミーヤ（レ・ロマネスク／歌手）
- 茂木宏美（プロゴルファー）
- 乙幡啓子（ライター、造形作家）
- 新井高子（詩人、埼玉大学教授）